# Wendtorf
Wendtorf es un municipio situado en el distrito de Plön, en el estado federado de Schleswig-Holstein (Alemania), con una población a finales de 2016 de unos 982 habitantes.
Se encuentra ubicado al este del estado, cerca de las ciudades independientes de Neumünster y Kiel, de la costa del mar Báltico y del canal de Kiel.